# Maurice Pertschuk
Maurice Pertschuk (1921-1945) est, pendant la Seconde Guerre mondiale, un agent du Special Operations Executive, section F (française).

## Identités
- État civil : Maurice Pertschuk
- Comme agent du SOE :
  - Nom de guerre (field name) : « Eugène »,  « Gérard »
  - Nom du réseau : SOE PRUNUS
  - Fausse identité : Martin Perkins.

Situation militaire : Lieutenant, General List, no 216751.

## Éléments biographiques
Ses parents, Jacob Joseph Pertschuk et Ethel Muriel (née Sborowfsky), Juifs d'origine russe, quittent la Russie au début du XXe siècle après avoir échappé aux pogroms et s'installent en Grande-Bretagne où ils acquièrent la nationalité. 
En 1917, Joseph et Ethel et leurs trois premiers enfants s'installent dans la région parisienne. Joseph y est fourreur. Une quatrième fille, puis Maurice et un dernier garçon naissent en France. Maurice Pertschuk naît le 31 juillet 1921, au Vésinet en France. Maurice et son jeune frère Pierre fréquentent le lycée Rollin (devenu Jacques-Decour après la guerre). Les affaires de Joseph prospèrent jusqu'à la crise de 1929 dont les effets, retardés en France, ainsi que l'arrivée de Hitler au pouvoir en Allemagne conduisent la famille Pertschuk à retourner en Angleterre en novembre 1933. Ils fréquentent le lycée français situé alors dans le quartier de South Kensington, en face du Victoria and Albert Museum, à quelques dizaines de mètres de son emplacement actuel.
Pendant l'été 1939, la famille Pertschuk est en vacances en France lorsque la guerre est déclarée. Maurice et Pierre rentrent précipitamment à Londres et veulent s'engager dans la Royal Air Force. Seul Pierre entrera dans la RAF. Le reste de la famille se trouve dans l'impossibilité de rentrer en Angleterre et reste consignée à Montréjeau pendant toute la durée de la guerre. Maurice entre dans les services spéciaux britanniques et après une période de formation, il rejoint le Political Warfare Executive (PWE) à partir duquel il part en France sous l'identité de Martin Perkins afin d'y effectuer du renseignement. Son parfait bilinguisme est un atout majeur. Les services secrets britanniques ont ainsi employé nombre de femmes et d'hommes passés par le lycée français.
Il est débarqué à Antibes le 21/22 avril 1942 de la felouque Seawolf, en mission pour le Political Warfare Executive. À sa demande est transféré du PWE au service action SOE section F pour monter et commander le réseau action PRUNUS. Basé à Toulouse, il organise des opérations de sabotage. Son réseau est infiltré par un agent double de l'Abwehr, Robert Auguste Moog. Il est arrêté le 12 avril au soir au 2 rue des Pyrénées, alors qu'il prépare le sabotage de la Poudrerie de Toulouse, avec l'aide de Marcel Petit, directeur de l'École vétérinaire de Toulouse. Marcel Petit est arrêté le lendemain matin, mardi 13, tandis que le radio du réseau, Marcus Bloom, et Jean d'Aligny qui l'héberge, sont arrêtés deux jours après, le jeudi 15, au château d'Esquiré, à Fonsorbes. Maurice Pertschuk est déporté à Buchenwald et exécuté le 29 mars 1945, treize jours avant la libération du camp.

## Œuvre
Leaves of Buchenwald, GLM, 1946 ; réédition : collection « Le Temps des signes », éditions Le Capucin, 2003, avant-propos de Stéphane Hessel, préface de François Hitter, illustrations Michel de Potestad,  (ISBN 2-913493-45-9).

## Reconnaissance

### Distinctions
- Grande-Bretagne : membre de l’Ordre de l'Empire britannique, Military Division.
- France : chevalier de la Légion d’honneur ; Croix de guerre 1939-1945.

### Monuments
- En tant que l'un des 104 agents de la section F morts pour la France, cet agent est honoré au mémorial de Valençay, Indre, France.
- Brookwood Memorial, Surrey, panneau 22, colonne 1.
- au camp de Buchenwald, une plaque, inaugurée le 15 octobre 2010, honore la mémoire des officiers alliés du bloc 17 assassinés entre septembre 1944 et mars 1945, notamment vingt agents du SOE, parmi lesquels figure « Pertschuk, Lt. M. ».
- Plaque apposée dans le hall d'entrée du lycée français Charles de Gaulle de Londres

### Sources
- Fiche Pertschuk, Maurice sur le site Special Forces Roll of Honour.
- Le Mémorial de la section F, Gerry Holdsworth Special Forces Charitable Trust, 1992
- Michael Richard Daniell Foot, Des Anglais dans la Résistance. Le Service Secret Britannique d'Action (SOE) en France 1940-1944, annot. Jean-Louis Crémieux-Brilhac, Tallandier, 2008,  (ISBN 978-2-84734-329-8). Traduction en français par Rachel Bouyssou de (en) SOE in France. An account of the Work of the British Special Operations Executive in France, 1940-1944, London, Her Majesty's Stationery Office, 1966, 1968 ; Whitehall History Publishing, in association with Frank Cass, 2004. Ce livre présente la version officielle britannique de l’histoire du SOE en France.
- Le lycée français Charles de Gaulle de Londres. 1915-2015, F. Zuniga, Association des Anciens du lycée français de Londres, London, 2015, pp 94-96  (ISBN 978-0-9930977-0-6)